# Вара (село)
Вара — село в Надсянні, у гміні Нозджець, Березівського повіту Підкарпатського воєводства, у південно-східній частині Польщі. Населення — 1140 осіб (2011).

## Розташування
Розташоване приблизно за 2 км на південний схід від адміністративного центру ґміни села Ніздрець, за 17 км на північний схід від повітового центру Березова і за 34 км на південний схід від воєводського центру Ряшева.

## Історія
Вперше згадується в 1391 р.
Село знаходиться на заході Надсяння, де внаслідок примусового закриття церков у 1593 р. українське населення зазнало латинізації та полонізації. В 1888 р. була збудована дерев'яна церква Воздвиження Чесного Хреста. В 1892 р. в селі було 136 будинків і 802 жителі (518 римо-католиків, 276 греко-католиків і 8 юдеїв). На 1936 р. 361 парафіянин належав до греко-католицької парафії Глідно Динівського деканату Апостольської адміністрації Лемківщини. Село належало до Березівського повіту Львівського воєводства.

## Демографія
Демографічна структура станом на 31 березня 2011 року:
|          | Загалом | Допрацездатний вік | Працездатний вік | Постпрацездатний вік |
| -------- | ------- | ------------------ | ---------------- | -------------------- |
| Чоловіки | 545     | 128                | 371              | 46                   |
| Жінки    | 595     | 125                | 339              | 131                  |
| Разом    | 1140    | 253                | 710              | 177                  |

## Персоналії
- Зацний Лев — (організаційний референт Крайової Екзекутиви ОУН на Західно-Українських землях). Загинув у селі, тут похований.